# 大眼光唇魚
大眼光唇魚（学名：Acrossocheilus macrophthalmus），又稱大眼石𩼧，为輻鰭魚綱鯉形目鲤科光唇魚屬的其中一種。分布於亞洲越南和平省Da河流域，棲息在河川底中層水域，生活習性不明。

## 扩展阅读
維基物種上的相關：大眼光唇魚